# Meall Chuaich
Der Meall Chuaich ist ein als Munro und Marilyn  eingestufter, 951 Meter hoher Berg in Schottland. Sein gälischer Name kann in etwa mit Berg des Quaichs übersetzt werden. Ein Quaich ist ein vor allem für Whisky genutztes traditionelles schottisches Trinkgefäß. 
Er liegt in der Council Area Highland, knapp nördlich der Grenze zu Perth and Kinross in den Grampian Mountains östlich von Dalwhinnie am nördlichen Ende der Drumochter Hills. Diese als Site of Special Scientific Interest (SSSI) ausgewiesene Berggruppe erstreckt sich westlich und östlich des Pass of Drumochter, über den mit der A9, der National Cycle Route 7 und der Highland Main Line die wichtigsten Straßen- und Eisenbahnverbindungen der Highlands in Nord-Süd-Richtung verlaufen. Der Meall Chuaich liegt etwas abseits der restlichen Berggruppe und ist der vierthöchste Munro der Drumochter Hills, die insgesamt sieben Munros sowie weitere, niedrigere Gipfel umfassen. 

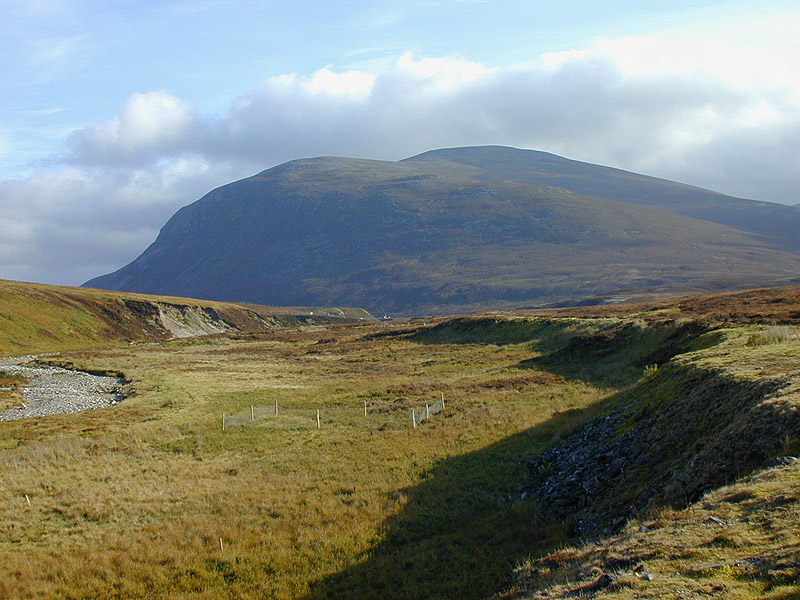
Blick von Westen aus dem Tal des Allt Cuaich zum Meall Chuaich, links die steile Nordwestwand des Stac Meall Chuaich

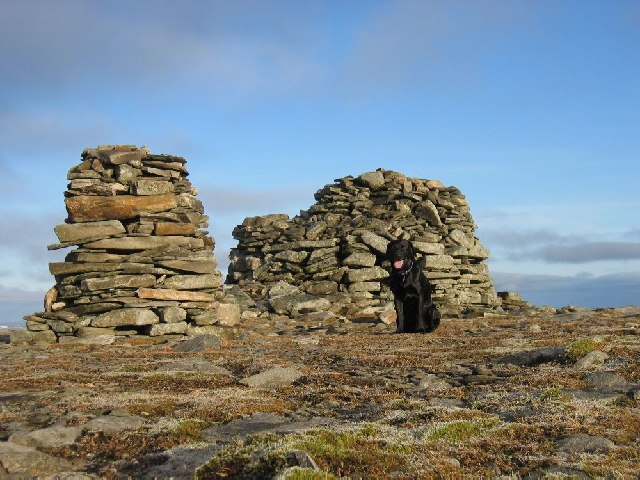
Die beiden Cairns auf dem Gipfel des Meall Chuaich

Der kuppelförmige breite Gipfel des Meall Chuaich ist wenig auffallend. Er wird von Westen weitgehend durch niedrigere Hügel verdeckt und ist daher vom Glen Truim, durch das die A9 nordöstlich von Dalwhinnie verläuft, meist nicht zu sehen. Vom Gipfelbereich aus laufen drei Grate nach Westen, Norden und Nordosten, während die Südseite des Meall Chuaich breit in das Coire Chuaich abfällt. Der Westgrat führt zunächst zum 822 Meter hohen Vorgipfel Stac Meall Chuaich, von diesem aus wendet sich der Grat nach Südwesten in das Tal des Allt Cuaich. Die Nordwestseite des Berges fällt steil und felsdurchsetzt oberhalb des kleinen Stausees Loch Cuaich ab. Daran schließt sich der breite und kurze Nordgrat an. Der ebenfalls breite Nordostgrat führt über den 735 Meter hohen Carn Thòmais und läuft im oberhalb von Glen Tromie liegenden 575 Meter hohen Carn an Fheoir Bhuidhe aus. Der Gipfel selber ist durch zwei große Cairns gekennzeichnet, er bietet aufgrund seiner Lage vor allem nach Westen und Norden weite Ausblicke über Badenoch und Strathspey. Zudem gilt er aufgrund des relativ kurzen Zustiegs als einer der einfacheren Munros.
Ausgangspunkt für eine Besteigung des Meall Chuaich ist eine Parkmöglichkeit an der A9 nördlich von Dalwhinnie bei der kleinen Ansiedlung Cuaich. Von dort führt ein Weg entlang einer offenen Wasserführung, dem Cuaich Aqueduct, in das Tal des Allt Cuaich an einem kleinen Wasserkraftwerk vorbei bis zur Staumauer von Loch Cuaich. Aquädukt, Kraftwerk und Stausee sind Teil des Tummel Hydro-Electric Power Scheme, das auch Loch Ericht und die Kraftwerke an Loch Rannoch, Loch Tummel und entlang des River Tummel südlich des Pass of Drumochter umfasst. Von der Staumauer aus führt der Anstieg über den Südwest- und Westgrat zum Gipfel. Alternativ sind auch Besteigungen aus Richtung Osten durch Glen Tromie möglich, erfordern aber einen deutlich längeren Anmarsch.